# Histoire de l'organisation territoriale de l'Irlande
Cet article concerne l'île d'Irlande dans sa globalité. Pour l'État d'Irlande indépendant, voir Organisation territoriale de l'Irlande (pays). Pour l'Irlande du Nord, voir Organisation territoriale de l'Irlande du Nord.
L'histoire de l'organisation territoriale de l'Irlande remonte à la colonisation celtique de l'île. Les Celtes forment plusieurs royaumes qui donneront naissance aux provinces modernes. À la suite de la conquête anglo-normande, une nouvelle administration territoriale est mise en place, dont sont hérités les comtés actuels. Depuis la partition de l'Irlande en 1922, le nord de l'île est restée sous contrôle britannique tandis que le reste de l'Île a formé l'État d'Irlande moderne.

## Époque celtique
L'Irlande est peuplée au cours du Ier millénaire av. J.-C. par des tribus celtes connues sous le nom de Gaëls. Ils forment une mosaïque de petits royaumes (tuath) ayant à leur tête un rí ou rígh (roi). Au sommet de la hiérarchie, le Áird Rígh ou Árd Rí règne sur toute l'Irlande. Au début de l'ère chrétienne, l'Irlande se subdivise progressivement en cinq royaumes : Ulster, Connacht, Munster, Leinster et Mide. À la suite de l'absorption du Mide par le Leinster, ils formeront les quatre provinces modernes.